# La mirada de la Fiona
La mirada de la Fiona és una sèrie de televisió de comèdia dramàtica catalana estrenada el 2023. Formada per sis capítols, és protagonitzada per Mireia Oriol, Sergi Cervera i Dafnis Balduz. És dirigida per Dídac Cervera i Sergi Cervera i produïda per TV3 i Yumagic Films.
El rodatge va començar el 24 d'octubre de 2022. Es va estrenar el 15 de juny de 2023 al festival FIC-CAT. El novembre de 2023 es va incorporar a la plataforma 3Cat.

## Sinopsi
La Fiona, en Marçal, i l'Oriol formen un peculiar trio d'eterns adolescents immersos en una deriva existencial. En el transcurs de les seves vides, es creua un entramat de relacions que, malgrat les seves resistències individuals, els impulsa cap a allò que tant intenten eludir: el pas a la maduresa, l'assumpció de compromisos i l'ajuda mútua.
La Fiona està a les portes dels 30 anys, sense un lloc propi i saltant d'amant en amant per evitar la casa de la seva mare, afectada per una malaltia mental que podria haver heretat. Amb una por no reconeguda a establir arrels, la Fiona també lluita contra la solitud que no suporta. D'altra banda, en Marçal és resolut, aventurer i lleugerament llepafils. Després d'una vida viatjant com a cuiner, decideix establir-se a casa de la seva mare, recentment difunta. La seva trobada amb la Fiona marca el seu primer contacte real amb la vertadera amistat.
L'Oriol, el germà gran de Marçal, representa l'estabilitat, el perfeccionisme i el control. No obstant això, la seva vida pren un gir inesperat quan la seva parella revela diferències fonamentals, desencadenant una crisi personal. A través d'aquesta trama, els tres protagonistes es veuran obligats a enfrontar-se als desafiaments del creixement, descobrint les complexitats de la vida adulta i la necessitat d'acceptar responsabilitats, tot mentre es recolzen mútuament en aquest viatge inevitable cap a la maduresa.

## Repartiment
- Mireia Oriol com a Fiona
- Sergi Cervera com a Marçal
- Dafnis Balduz com a Oriol
- Rosa Renom
- Jordi Cadellans
- Jana Oliver
- Lluís Marco
- Mariona Ribas
- Lloll Bertran
- Àlex Batllori